# Мис Америка
Мис Америка (на английски: Miss America) e ежегоден конкурс по красота, на който се избира най-красивата жена на Съединените американски щати.

## История
Първият конкурс „Мис Америка“ се е състоял на 7 – 8 септември 1921 г. в Атлантик Сити. На него победителка станала Маргарет Горман, с титлата „Прелестта на Атлантик Сити“ (Atlantic City Pergeant). Следващата година конкурсът е преиминуван в сегашното „Мис Америка“, а М. Горман получила тази титла със задно число. Първите конкурси по красота в Атлантик Сити са се провеждали с основната цел да привлекат туристи.
Най-голям интерес в програмата на конкурса у зрителите предизвиквали представянето на претендентките в бански костюми. След като победителката от 1951 г. Йоланда Бетбезе отказала да позира пред фотокамери в такова облекло, производителите на плажна мода отказали да спонсорират по-нататък конкурса и организирали собствени съревнования – Мис САЩ и Мис Вселена. От 1954 г. конкурсът „Мис Америка“ започнал да се излъчва директно по телевизията. Най-високи телеквоти конкурсът имал през 60-те години на XX век.
До средата на 1970-те години тъмнокожи жени не са се допускани до участие в конкурсите. Това довело до създаване през 1968 г. на конкурса Мис Черна Америка. В същото време провеждането на тези конкурси били провеждани под атаката на войнстващи феминистки. През 1984 г. се разразил нов скандал, свързан с „Мис Америка“, когато първата чернокожа победителка на конкурса Ванеса Лин Уилямс била принудена да се откаже от спечелената титла след като станали известни нейни фотографии в разголен вид за списанието „Penthouse“, направени преди конкурса.
През 2005 г. когато за първи път телезрителите не могли да достигнат 10 милиона, телекомпанията Ей Би Си се отказала от по-нататъшна транслация на конкурите „Мис Америка“, продавайки правата си на „Каунти Мюзик ТВ“. От 2006 г. конкурсът се премества от септември през януари, като от Атлантик Сити, е преместен в Лас Вегас.
През 2011 г. победителка на конкурса става 17-годишната Тереза Сканлън от Небраска.

## Организация
Конкурсът „Мис Америка“ е многокръгов. Отначало се избират местни „мис“ за отделните градове – например „мис Маями“. След това се избират „мис“ от всеки щат, както и от столицата на страната град Вашингтон. От 2004 г. освен представителкитец от щатите и столицата в конкурса „Мис Америка“ може да участва и „мис Вирджински острови“.
Самият конкурс във всички кръгове се състои от съревноваване в 4 дисциплини.
- По време на „интервю“ момичетата трябва да покажат своето умение да провеждат беседа, удачно и остроумно да отговарят на въпросите.
- В съревнованието за „таланти“ участничките показват своите способности в различни области – по правило в пеенето, танците, изпълнения на музикални инструменти.
- Ревюто по бански костюми е конкурс за добрата фигура на кандидатките. Момичетата сами си избират плажното облекло, обикновено това са бикини. В същото време съществуват строги правила за съблюдаване на „нравственост“.
- Във вечерни тоалети момичетата демонстрират своето умение свободно и елегантно да се движат по залата или подиума.

От 2003 г. е въведено допълнително съревнование на участничките в спортни дрехи (Casual Wear).
Победителките от конкурса получават парични стипендии, които помагат на момичетата в по-нататъшната им кариера или да получат добро образование. За тях също са открити вратите за света на киното и фотомоделите. В международни конкурси победителките не участват.
Най-много пъти наградата „Мис Америка“ са печелили представителките от Калифорния, Оклахома и Охайо (по 6 пъти).